# Oliver Ebersbach
Oliver Ebersbach (* 10. Juli 1969 in Amberg) ist ein ehemaliger deutscher Fußballspieler.

## Karriere
Er spielte für Fortuna Düsseldorf, den FC Remscheid, den Bonner SC, Rot-Weiss Essen, SSVg Velbert, KFC Uerdingen 05 und den Wuppertaler SV. Zuletzt spielte er für den SC Unterbach, einen Amateurligisten aus dem Düsseldorfer Raum. Für den FC Remscheid bestritt er acht Spiele in der 2. Bundesliga, in denen er ein Tor erzielte.